# Inter Moengotapoe
Der Inter Moengotapoe ist ein Fußballverein aus Moengo (Suriname), der in der 2024 gegründeten Suriname Major League spielt. Heimstadion des Inter Moengotapoe ist das Ronnie-Brunswijk-Stadion.

## Titel
- Landesmeister: 2007, 2008, 2010, 2011, 2013, 2014, 2015, 2016,[1] 2017,[2] 2019[3], 2025
- Pokalsieger: 2012, 2017, 2019, 2023[4]
- Sieger des Präsidentenpokals von Suriname: 2007, 2010, 2011, 2012, 2013, 2017, 2019

## Concacaf-Wettbewerbe
- CFU Club Championship

2004 Halbfinale
2007 Gruppenphase
2009 Zweite Runde
2011 Vorrunde
2012 Zweite Runde
2014 Erste Runde
2016 Erste Runde
2017 Erste Runde
2021 Finalist
- CONCACAF League

2021 disqualifiziert